# 2 avril 1971
Le vendredi 2 avril 1971 est le 92e jour de l'année 1971.

## Naissances
- Bruno Reuteler, sauteur à ski suisse
- Chico Slimani, chanteur gallois
- Christine Buchholz, personnalité politique allemande
- Conrad Leinemann, joueur de beach-volley canadien
- David Daniels, joueur de basket-ball canadien
- Dener (mort le 18 avril 1994), joueur de football brésilien
- Edmundo, footballeur brésilien
- Fatsah Bouyahmed, acteur franco-algérien
- Francisco Arce, footballeur paraguayen
- Gwenaëlle Aubry, philosophe et écrivaine française
- Hafez Makhlouf, militaire syrien
- Jaroslav Jeřábek, cycliste slovaque
- Magloire Ngambia, banquier et homme politique gabonais
- Martin Štěpánek, joueur de hockey sur glace tchèque
- Richard Raši, médecin et homme politique slovaque
- Todd Woodbridge, joueur de tennis australien
- Traci Braxton (morte le 12 mars 2022), autrice-interprète, présentatrice radio, personnalité de la télévision et philanthrope américaine
- Tyrone Howe, joueur de rugby
- Zeebra, musicien japonais

## Décès
- Mohamed Bouassa (né en 1944), footballeur marocain
- Willy Lages (né le 5 octobre 1901), militaire allemand

## Événements
- Fin du feuilleton télé américain Dark Shadows
- Sortie de l'album Donny Hathaway de Donny Hathaway
- Création de ligne 3 bis du métro parisien